# Salman Khurshid
Salman Khurshid (hindi:सलमान खुर्शीद;) (Aligarh, 1º gennaio 1953) è un politico e avvocato indiano.

## Biografia
Ha ricoperto l'incarico di ministro degli esteri dell'India, nel governo presieduto da Manmohan Singh. È membro del Partito del Congresso Indiano guidato da Sonia Gandhi.